# Seria (Biagio Antonacci)
Seria è un singolo del cantautore italiano Biagio Antonacci, pubblicato il 27 maggio 2022 come primo estratto dal sedicesimo album in studio L'inizio.

## Video musicale
Il video, diretto dal duo YouNuts!, è stato reso disponibile in concomitanza del lancio del singolo attraverso il canale YouTube del cantautore e vede la partecipazione della nuotatrice Federica Pellegrini.

## Tracce
Testi di Alessandro Raina, Biagio Antonacci, Davide Simonetta, Paolo Antonacci e Placido Salamone, musiche di Davide Simonetta e Placido Salamone.
1. Seria – 2:38